# Volter Pits
Volter Hari Pits, mlađi (енгл. Walter Harry Pitts, Jr; 23. april 1923 — 14. maj 1969) bio je američki logičar koji je radio u oblasti računarske neuronauke. Predložio je značajne teorijske formulacije neuronske aktivnosti i generativnih procesa koji su uticali na različite oblasti kao što su kognitivne nauke i psihologija, filozofija, neuronauke, računarstvo, veštačke neuronske mreže, kibernetika i veštačka inteligencija, zajedno sa onim što je postalo poznato kao generativne nauke. Najviše ga pamte po tome što je zajedno sa Vorenom Makalokom napisao seminalni rad iz naučne istorije pod naslovom Logički račun ideja imanentnih u nervnoj aktivnosti (1943). U ovom radu je predložen prvi matematički model neuronske mreže. Jedinica ovog modela, jednostavan formalizovani neuron, i dalje je referentni standard u oblasti neuronskih mreža. Često se naziva Makaloh-Pitsov neuron. Pre tog rada, formalizovao je svoje ideje u vezi sa osnovnim koracima ka izgradnji Tjuringove mašine u Biltenu matematičke biofizike u eseju pod nazivom Neka zapažanja o jednostavnom neuronskom kolu.

## Publikacije
-{
- Walter Pitts (1942). „Some observations on the simple neuron circuit”. Bulletin of Mathematical Biology. 4 (3): 121—129. doi:10.1007/BF02477942., 1942.
- Warren McCulloch and Walter Pitts, McCulloch, Warren S.; Pitts, Walter (1943). „A Logical Calculus of Ideas Immanent in Nervous Activity”. Bulletin of Mathematical Biophysics. 5 (4): 115—133. doi:10.1007/BF02478259., 1943, . Reprinted in Neurocomputing: Foundations of Research. Edited by James A. Anderson and Edward Rosenfeld. MIT Press, 1988. pages 15–27
- Warren McCulloch and Walter Pitts, PITTS, W.; McCULLOCH, W. S. (1947). „On how we know universals: The perception of auditory and visual forms”. Bulletin of Mathematical Biophysics. 9 (3): 127—147. PMID 20262674. doi:10.1007/BF02478291., 1947, .
- R. Howland, Jerome Lettvin, Warren McCulloch, Walter Pitts, and P. D. Wall, HOWLAND, B.; LETTVIN, J. Y.; McCULLOCH, W. S.; PITTS, W.; WALL, P. D. (1955). „Reflex inhibition by dorsal root interaction”. Journal of Neurophysiology. 18 (1): 1—17. PMID 13222153. doi:10.1152/jn.1955.18.1.1., 1955, .
- P. D. Wall, Warren McCulloch, Jerome Lettvin and Walter Pitts. „Effects of strychnine with special reference to spinal afferent fibres”. 4: 29—40., 1955, Epilepsia Series 3, .
- Jerome Lettvin, Humberto Maturana, Warren McCulloch, and Walter Pitts. „What the Frog's Eye Tells the Frog's Brain”. Proceedings of the Institute of Radio Engineers. 47: 1940—1951., 1959, .
- Humberto Maturana, Jerome Lettvin, Warren McCulloch, and Walter Pitts, MATURANA, H. R.; LETTVIN, J. Y.; MCCULLOCH, W. S.; PITTS, W. H. (1960). „Anatomy and physiology of vision in the frog”. Journal of General Physiology. 43 (6): 129—175. PMC 2195076 . PMID 13768335. doi:10.1085/jgp.43.6.129., 1960, .
- Robert Gesteland, Jerome Lettvin and Walter Pitts, "Chemical Transmission in the Nose of the Frog", 1965, J.Physiol. 181, 525–529.

}-

## Literatura
-{
- Aizawa, Kenneth. „Connectionism and artificial intelligence: history and philosophical interpretation”. Journal of Experimental and Theoretical Artificial Intelligence. 4 (4)., 1992, pages 295–313
- Aizawa, Kenneth; Schlatter, Mark, Schlatter, Mark; Aizawa, Ken (2008). „Walter Pitts and 'A Logical Calculus'”. Synthese. 162 (2): 235—250. doi:10.1007/s11229-007-9182-9., Synthese (2008) .
- Aizawa, Kenneth; Schlatter, Mark, „Another Look at McCulloch and Pitts's 'Logical Calculus'”. Архивирано из оригинала 08. 11. 2016. г. Приступљено 31. 08. 2024., Centenary College of Louisiana, Shreveport, Louisiana
- Anderson, James A.; Rosenfeld, Edward (editors). Anderson, James A.; Rosenfeld, Edward (28. 2. 2000). Talking Nets: An Oral History of Neural Networks. MIT Press. ISBN 978-0-262-51111-7.. 1998.  The interview with Jerome Lettvin discusses Walter Pitts.
- Conway, Flo; Siegelman, Jim. Conway, Flo; Siegelman, Jim (2005). Dark hero of the information age: in search of Norbert Wiener, the father of Cybernetics. Basic Books. стр. 138. ISBN 978-0-7382-0368-3. Непознати параметар |DUPLICATE_url= игнорисан (помоћ). Basic Books, 2005. Cf.  & various.
- Easterling, Keller (зима 2001). „Walter Pitts”. Cabinet (5)./02
- Piccinini, Gualtiero, Piccinini, Gualtiero (2004). „The First Computational Theory of Mind and Brain: A Close Look at McCulloch and Pitts's 'Logical Calculus of Ideas Immanent in Nervous Activity'” (PDF). Synthese. 141 (2): 175—215. doi:10.1023/B:SYNT.0000043018.52445.3e.[мртва веза], , 2004.
- A. Gefter, “The Man Who Tried to Redeem the World with Logic,” The Best American Science and Nature Writing, 2016

}-

## Spoljašnje veze
-{
- "Walter Pitts", website of Professor Charles Wallis, Department of Cognitive Science, California State University at Long Beach, accessed 30 Jan. 2009 (archived 2009)
- "The Man who Tried to Redeem the World with Logic", Nautilus Magazine issue 21, 5 February 2015

}-